# Vârful Iezerul Caprei, Munții Făgăraș
Iezerul Caprei este un vârf muntos situat în Masivul Făgăraș, care are altitudinea de 2.417 metri. La baza sa se află lacul glaciar Capra. Este relativ ușor accesibil dinspre lacul Bâlea prin șaua Capra.